# Södra Hestra landskommun
Södra Hestra landskommun var en tidigare kommun i Jönköpings län.

## Administrativ historik
Den 1 januari 1863 började kommunalförordningarna gälla och då inrättades cirka 2 500 kommuner (städer, köpingar och landskommuner), tillsammans täckande hela landets yta.
I Södra Hestra socken i Västbo härad i Småland inrättades då denna kommun. Landskommunen uppgick 1952 i Burseryds landskommun som sedan i sin tur 1974 uppgick i Gislaveds kommun.

## Politik

### Mandatfördelning i Södra Hestra landskommun 1938-1946
| 4 | 6 | 6 | 4 |

| 20 |

| 3 | 5 | 3 | 4 |

| 15 |

| 2 | 7 | 3 | 3 |

| 14 |